# Oulad Aafif
Oulad Aafif (arabiska: أولاد عفيف) var till 2008 en landskommun i Marocko. Den låg i provinsen Settat och den dåvarande regionen Chaouia-Ouardigha, 150 km sydväst om huvudstaden Rabat. Antalet invånare var 7 170 vid folkräkningen 2004.